# Cora Dietl
Cora Dietl (* 17. Februar 1967 in Stuttgart) ist eine deutsche Literaturhistorikerin. Sie ist seit 2006 Professorin für Deutsche Literaturgeschichte an der Justus-Liebig-Universität Gießen.

## Leben und Wirken
Cora Dietl legte 1986 ihr Abitur am Georgii-Gymnasium in Esslingen am Neckar ab und studierte anschließend die Fächer Ältere Deutsche Sprache und Literatur, Philosophie, und Englische Literatur und Sprache des Mittelalters an den Universitäten Tübingen und Oxford. Von 1987 bis zum Ende ihres Studiums wurde sie durch ein Stipendium der Studienstiftung des deutschen Volkes gefördert. Ihren Magisterabschluss in Tübingen machte sie 1992. Sie absolvierte dann zwischen 1993 und 1995 ein Zweitstudium an der Universität Tübingen in den Fächern Kunstgeschichte und Historische Hilfswissenschaften und wurde 1994 und 1995 mit einem Doktorandenstipendium der Studienstiftung des deutschen Volkes gefördert.
1995 wurde sie promoviert und arbeitete anschließend einige Jahre an der Universität Helsinki, wo sie unter anderem zu Jacob Chronander forschte. Von 1999 bis 2001 war sie Stipendiatin des Graduiertenkollegs Ars & Scientia im Mittelalter und der frühen Neuzeit in Tübingen. 1999 wurde sie zur Professorin für Deutsche Literatur und Kultur an der Universität Jyväskylä in Finnland ernannt. 2004 habilitierte sie sich an der Universität Tübingen mit einer Arbeit über die Dramen Jacob Lochers und erhielt die venia legendi für Deutsche Philologie. Sie vertrat anschließend Professuren und Dozenturen an der Westfälischen Wilhelms-Universität in Münster und an der Universität Konstanz, war von 2004 bis 2006 an einem Forschungsprojekt an der Universität Utrecht beteiligt und wurde 2006 Professorin für Deutsche Literaturgeschichte an der Justus-Liebig-Universität Gießen. Im Jahr 2019 wurde Dietl korrespondierendes Mitglied der Österreichischen Akademie der Wissenschaften.

## Schriften
- Jacob Chronander und das deutsche Drama des Humanismus und der Reformation. In: Neuphilologische Mitteilungen, Bd. 99, Nr. 3 (1998), S. 297–311.
- Minnerede, Roman und 'historia'. Der 'Wilhelm von Österreich' Johanns von Würzburg  (= Hermaea. Bd. 87). Tübingen 1999.
- Minimalgrammatik Mittelniederdeutsch  (= Göppinger Arbeiten zur Germanistik. Bd. 699). Göppingen 2002.
- Die Dramen Jacob Lochers und die frühe Humanistenbühne im süddeutschen Raum  (= Quellen und Forschungen zur Literatur- und Kulturgeschichte. Bd. 37). Berlin u. a. 2005.
- (Mitautorin): Inszenierungen von Heiligkeit. Das schweizerische Heiligenspiel des 16. und frühen 17. Jahrhunderts im Kontext konfessioneller Auseinandersetzungen. Schwabe, Berlin 2022, ISBN 978-3-7574-0014-9.